# Фасция Денонвилье
Ректопростатическая фасция (фасция Denonvilliers) представляет собой перепончатую перегородку в самой нижней части ректовезикального мешочка. Он отделяет простату и мочевой пузырь от прямой кишки. Она состоит из одной фибромышечной структуры с несколькими слоями, которые слиты вместе и покрывают семенные пузырьки. Это также называют фасцией Denonvilliers в честь французского анатома и хирурга Шарля-Пьера Денонвилье.
Структура соответствует ректовагинальной фасции у самки. Ректопростатическая фасция также ингибирует заднее распространение аденокарциномы предстательной железы; поэтому инвазия прямой кишки встречается реже, чем инвазия других смежных структур.